# Joke Tjalsma
Joke Tjalsma (Nijland, 1 juni 1957) is een Nederlands actrice die behalve op het toneel ook in films en op op televisie te zien is. Ze groeide op in Sneek en studeerde in 1983 af aan de Toneelschool Maastricht. Daarna heeft ze rollen gespeeld bij diverse theatergezelschappen, waarna ze ook eigen theatervoorstellingen maakte. Dit deed ze samen met Tom de Ket en Dirk Groenveld onder de naam Balieproducties. Hoewel Friestalig speelde zij pas in 2014 voor het eerst met Tryater.
Ze speelde in films zoals De Dream en Nynke en had rollen in televisieseries, waaronder Hertenkamp, De Daltons en het met een Nipkow-schijf bekroonde 30 minuten. In 2001 speelde Joke Tjalsma de bakkersvrouw in de serie Knofje. Eind 2006 was ze opnieuw te zien in een film: Wild Romance, over het leven van Herman Brood. Hierin speelde ze de rol van Hermans moeder. Ook had ze een kleine rol in de serie De Perkse Diep van Jiskefet, die in het seizoen van 2002 werd uitgezonden.
In 2008 was Tjalsma te zien als Joke in het vierde seizoen van de succesvolle dramaserie Gooische Vrouwen. In 2010 speelde ze een rol in De gelukkige huisvrouw als Henriëtte, de moeder van hoofdpersoon Lea. In 2016 speelde ze als tante Hedwig in de Nickelodeonserie De Ludwigs. In 2017 speelde ze in B.A.B.S. als Marian Nieuwenhaag.

## Filmografie
- 1984 - De terechtstelling
- 1985 - De Dream - Ymkje Jansma
- 1987 - Donna Donna - Coby Gompelman
- 1989 - Een scherzo furioso - Marieke
- 1993 - Pleidooi - Marlies
- 1995 - 30 minuten
- 1996 - Zoë - Moeder Zoë
- 1996 - Wintergasten
- 1998 - Hertenkamp - Wies
- 1998 - Het jaar van de opvolging - Manon Karanski
- 1999 - De Daltons - Moeder van Gijs-Jan
- 1999 - Missing Link - Toos Verheyen
- 2001 - Nynke - Nelly van Kol
- 2001 - Knofje - Bakkers mevrouw (afl:Brompje)
- 2002 - TV7 - Puck
- 2003 - www.eenzaam.nl
- 2004 - De Kroon - Secretaresse van Max van der Stoel
- 2006 - De Sportman van de Eeuw - Gaais
- 2006 - Wild Romance - Hermans moeder
- 2006 - Spoorloos Verdwenen - Antje Douwma
- 2007 - De Daltons, de jongensjaren - Moeder van Gijs-Jan
- 2008 - Gooische Vrouwen - Joke
- 2010-2012 Sien van Sellingen - Oma Grietje
- 2010 - Iep! - Tine
- 2010 - Verborgen gebreken - Iris Verboom (Afl. De bruiloft)
- 2010 - De gelukkige huisvrouw - Henriette, moeder van Lea
- 2012 - Golden Girls - Buurvrouw Gerda Fransen
- 2013 - 't Schaep in Mokum - Jannie Balk
- 2013 - Bobby en de geestenjagers - Dorothea
- 2014 - Bak - Wethouder Geke Jensma
- 2014 - Aanmodderfakker - Leonie, moeder van Thijs
- 2015 - Jack bestelt een broertje - Jans
- 2016 - De Ludwigs - Tante Hedwig
- 2016 - De mannen van dokter Anne - Helen Hazenberg
- 2016 - Meester Kikker - verkoper in dierenwinkel
- 2017 - B.A.B.S. - Marian Nieuwenhaag
- 2021-heden - Oogappels - Petra
- 2022 - De regels van Floor - Tina
- 2022 - Tropenjaren - moeder van Rosa en Bregje
- 2024 - BODEM - Tante Joke
- 2024 - Superkrachten voor je hoofd - Oma
- 2024 - De z van zus - Lien
- 2024 - Medisch Centrum West - Sjaan Visser

## Theater
- 1981/1982 - Warenhuis/Paradijs
- 1983/1984 - Anja en Esther
- 1983/1984 - Cakewalk
- 1985/1986 - De beproeving die ik haar oplegde
- 1985/1986 - De toestand in de wereld
- 1985/1986 - Parlement
- 1985/1986 - La Paloma
- 1986/1987 - Het wijde land
- 1986/1987 - Beton
- 1987/1988 - Vuur in de sneeuw
- 1987/1988 - Het Liefdesdrama
- 1988/1989 - Indivina
- 1988/1989 - Boeren sterven
- 1988/1989 - Ziekte die jeugd heet
- 1989/1990 - Rest and remember
- 1989/1990 - Thuiszorg
- 1989/1990 - De ziekte die Muzak heet
- 1989/1990 - Le vertige
- 1990/1991 - Bethlehem Hospital: William Blake in hell
- 1990/1991 - Stallerhof
- 1991/1992 - Kijkdagen: Man Ray en Lee Miller
- 1991/1992 - Stuk zonder titel
- 1991/1992 - Trilogie van het weerzien
- 1991/1992 - De storm
- 1992/1993 - Massa en macht
- 1992/1993 - Corpus Inc.
- 1993/1994 - John Lennon geeft nog een keer opening van zaken
- 1993/1994 - Het menselijk halfrond
- 1993/1994 - Alleen!
- 1994/1995 - De dresser
- 1994/1995 - Ad memoriam revocare
- 1995/1996 - De verzoeking van de heilige Antonius
- 1995/1996 - Era una volta in teatro
- 1996/1997 - Heden toekomstmuziek
- 1996/1997 - Suver Nuver ontangt aan huis
- 1996/1997 -  Noordeloos
- 1996/1997 - Torquato Tasso
- 1997/1998 - Vlees en Bloed
- 1997/1998 - De vrouw van de zee
- 1997/1998 - Vrouwen van Ibsen
- 1998/1999 - De woudduivel
- 1999/2000 - KopGhana
- 1999/2000 - De caracal
- 2000/2001 - Heartbreak Hotel
- 2000/2001 - Monoloog voor Kassandra
- 2000/2001 - De Trojaansen
- 2001/2002 - Masticatio Mortuorum
- 2001/2002 - Pi, Po, Pu, Pa, Pe
- 2001/2002 - Ivanov
- 2002/2003 - Voorlopig familie
- 2002/2003 - Pure passie, een horror
- 2002/2003 - Op hoop van zegen
- 2003/2004 - J.C. Superman
- 2003/2004 - Bouwmeester Solness
- 2004/2005 - Woord
- 2004/2005 - Van de wind en de berg
- 2004/2005 - de Kerst van een clown
- 2004/2005 - Lapidarium
- 2005/2006 - Tirannie van de tijd
- 2005/2006 - Broeders
- 2005/2006 - Chopin?
- 2006/2007 - Wankel evenwicht
- 2007/2008 - Met een schoolbord en een krijtje, de verbeelding van onzichtbare dimensies #4
- 2007/2008 - Gods wachtkamer
- 2008/2009 - Brigadier Fub of het eeuwig menselijke
- 2008/2009 -Goed fout
- 2009/2010 - Elf minuten
- 2009/2010 - Het Circus der gedachten
- 2010/2011 - Onderweg
- 2010/2011 - Steeds meer mensen vieren hun verjaardag niet
- 2010/2011 - Uittocht
- 2011/2012 - Op de ziel
- 2011/2012 - Hamlet
- 2011/2012 - De wending
- 2012/2013 - Back to The Future
- 2012/2013 - Crashtest Ibsen 1: Nora
- 2013 - Zo'n mooie dag
- 2013/2014 - De dag van Uriel
- 2013/2014 - De verleiders: de val van superman
- 2014/2015 - In leafde
- 2015/2016 - De omslag
- 2015/2016 - Grûn, in famyljekronyk
- 2015/2016 - Een coming of age voor bejaarden
- 2016/2017 - Zwaar metaal
- 2017/2018 - Marijke Muoi
- 2017/2018 - Give Peace A Chance
- 2018/2019 - It wie op in simmerjûn
- 2018/2019 - Part-Time Paradise
- 2019/2020 - Reepelsteeltje en de blinde prinses
- 2020/2021 - Nacht
- 2021/2022 -Kneppelfreed
- 2022 - Bijke
- 2025 - Avond

- Biblioteca Nacional de España: XX5082297
- Gemeinsame Normdatei: 1127609912
- International Standard Name Identifier: 0000 0001 1994 6865
- Virtual International Authority File: 170961450
- WorldCat: E39PBJwxGWwGDTMDVt9rxtGJXd